# 레볼루션 아일랜드
레볼루션 아일랜드(Обитаемый остров)는 2008년 공개된 러시아의 영화이다.

## 출연
- 바실리 스테파노프 - 막심 역
- 율리아 스니기르 - 라다 역
- 피요트르 피요도로프 - 게이 역
- 세르게이 가르마시 - 제프 역
- 유리 쿠첸코 - 베프르 역
- 알렉세이 세레브리아코프 - 스트라닉 역
- 미하일 에브라노브 - 차추 역
- 안드레이 메르즈리킨 - 팽크 역
- 안나 미할코프 - 오디 역
- 마크심 수크하노브 - 파파 역
- 표도르 본다르추크 - 프로쿠롤 역
- 키릴 피로고브
- 예브게니 시디킨
- 알렉세이 고르부노브
- 알렉산드르 페클리스토프
- 레오니드 그로모브
- 세르게이 바르코브스키
- 알렉산드르 쉐인
- 알렉산드르 시린
- 에두아르 갈레에브
- 데이빗 누리에브
- 유리 박스만
- 로먼 라도브
- 콘스탄틴 비코프
- 알렉산드르 파버
- 알렉산드르 다닐로브
- 안톤 예스킨
- 유리 애쉬크민
- 알렉산드르 올레슈코
- 마리에타 폴리슈커크
- 알렉세이 드미트리에브
- 바체스라프 라즈베카에프
- 디미쉬 아크히모브
- 보리스 로마노브
- 이그낫 아크라크코브
- 예레나 포드카민스카야
- 타냐 말체바
- 알렉세이 차이니코브
- 아르티옴 마주노브
- 올가 돌리니나
- 다닐 스피바코브스키
- 예레나 모로조바
- 데이너 아기쉐바
- 이리나 스코브세바
- 마크심 마트비브
- 겐나디 벤게로브
- 안드레이 알렉산드로브
- 크리스티나 바라노바
- 알렉산드르 바실레브스키
- 드미트리 게라시모브
- 게나디 첸조브
- 알렉산드르 세르카쉬첸코
- 마트베이 체르넨코
- 올렉 도스카
- 알렉산드르 에프레모프
- 블라디미르 고리아체브
- 게보르그 카자리안
- 드미트리 콘드라테브
- 세르게이 코바렌코
- 빅토르 쿠클린
- 비탈리 마크시멘코
- 앤야 마시코바
- 데니스 모슈킨
- 스비아토슬라브 미시브
- 보리스 네크라소브
- 블라디미르 오사드축
- 유리 핌킨
- 알렉세이 푸스코
- 아타노리 세메노브
- 마크심 슈파코브스키
- 일리아 스피노브
- 유리 트리로
- 세르게이 타라메브